# Masako Chiba
Masako Chiba (Uji, província de Quioto, 18 de julho de 1976) é uma atleta japonesa, corredora de provas de longa distância e especialista em corridas de maratona. Foi medalhista de bronze na final de 10000 metros dos Campeonatos Mundiais de Atenas, em 1997, e na maratona dos Campeonatos Mundiais de Paris, em 2003.  Em 1996, Chiba foi quinta classificada na final de 10000 metros dos Jogos Olímpicos de Atlanta, numa prova que foi ganha pela portuguesa Fernanda Ribeiro. Venceu por três vezes, em 2001, 2004 e 2005, a maratona de Hokkaido, prova que se disputa anualmente na cidade japonesa de Sapporo.

## Ligações Externas
- Perfil de Masako Chiba na IAAF